# Set the World on Fire (Black Veil Brides)
Set The World On Fire è il secondo album dalla rock band statunitense Black Veil Brides, pubblicato il 14 giugno 2011 dalla Lava Records e dalla Universal Republic Records. È il primo album con il nuovo batterista Christian "Coma" Mora (conosciuto come "CC") che ha rimpiazzato Sandra Alvarenga dopo la sua dipartita per entrare nei Modern Day Escape, e segna un distaccamento dalle sonorità punk del precedente disco We Stitch These Wounds in favore di sonorità più vicine all'hair metal.

## Tracce
1. New Religion – 3:50
2. Set the World on Fire – 3:39
3. Fallen Angels – 3:45
4. Love Isn't Always Fair – 4:13
5. God Bless You – 3:18
6. Rebel Love Song – 3:57
7. Saviour – 4:23
8. The Legacy – 4:40
9. Die for You – 3:43
10. Ritual – 3:30
11. Youth & Whisky – 3:30

## Formazione
Black Veil Brides
- Andy Biersack – voce
- Ashley Purdy – basso, voce secondaria
- Jake Pitts – chitarra solista
- Jinxx – chitarra ritmica, violino
- Christian "CC" Coma – batteria, percussioni

Produzione
- Josh Abraham – produttore
- Lucian Walker – produttore
- Captain Price – mixaggio
- Eddie Shreyer – mastering